# Державний борг США
Державний борг США (національний борг, федеральний борг) — гроші, які федеральний уряд США винен кредиторам. Станом на вересень 2007, розмір боргу сягнув позначки у $5.6 трлн. 19 листопада 2008 року - $10.6 трлн, приблизно по $37 316 на кожного громадянина США. 3 жовтня 2008 Рятівний Білль (bailout bill; H.R.1424), розділ 122, збільшив максимально допустимий борг з $10 трлн до $11.3 трлн.
До державного боргу США не зараховуються борги окремих штатів, корпорацій, або фізичних осіб, і гроші, що належать отримувачам соціальної допомоги у майбутньому. Якщо враховувати внутрішньодержавні запозичення, розмір боргу зростає до позначки в приблизно $9 трлн. Якщо додати витрати на медичне, соціальне страхування, розмір боргу істотно збільшується і досягає позначки у $59.1 трлн. У 2005 році державний борг мав розмір 64.7 % від ВВП. За даними Довідника ЦРУ, це значило, що державний борг США посідав 35-те місце за розміром по відношенню до ВВП. Для вирішення бюджетної кризи, що загрожувала банкрутством держави, після тривалих переговорів 2 серпня 2011 року Президентом США Бараком Обамою було підписано «Акт бюджетного контролю 2011 року» щодо збільшення рівня державного боргу.
3 лютого 2016 року уряд США оголосив, що борг перевищив $19трлн.
17 березня 2018 року борг США збільшився до $21трлн і склав $106трлн% ВВП США.
20 лютого 2020 року держборг США склав $23,3трлн. 2 січня 2024 року - $34 трлн.
Станом на 21 листопада 2024 року, обсяг держборгу США перевищив позначку $36 трлн і становив трохи більше $36 034 994 586 981.

## Розмір державного боргу за роками

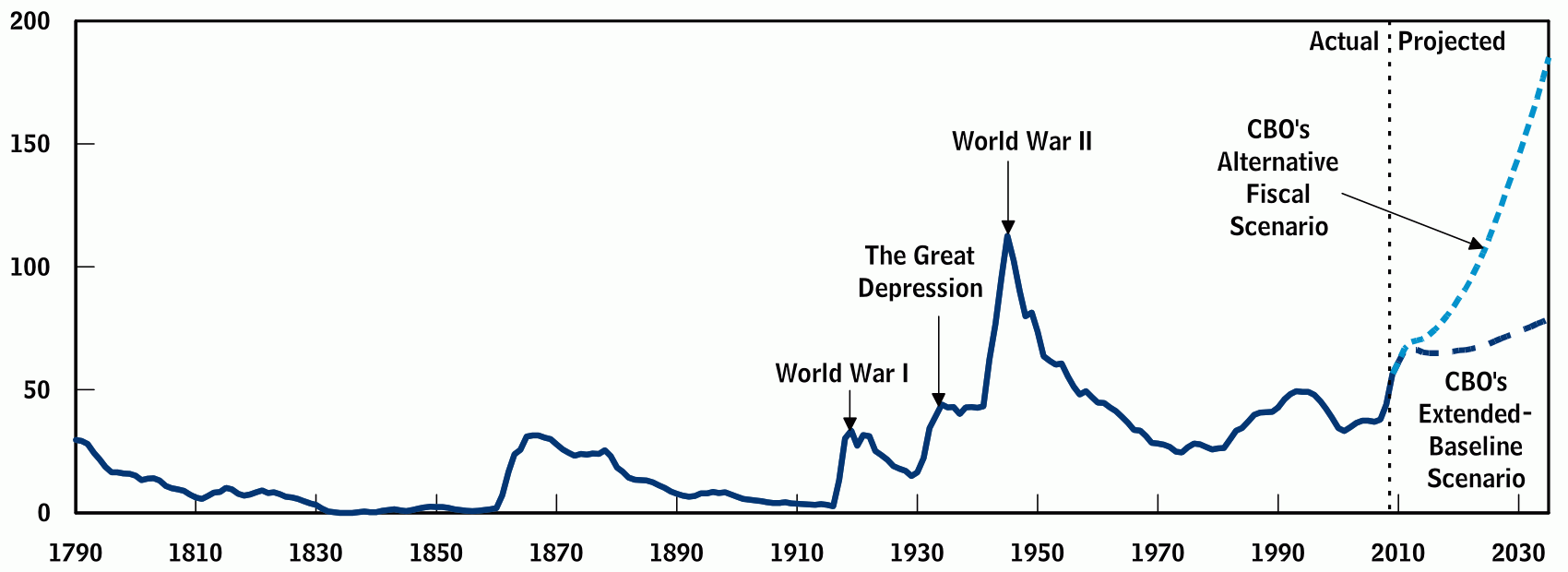
Державний борг США у відсотковому співвідношені до ВВП з 1790 по 2009

| Рік  | млрд $     | % ВВП |
| ---- | ---------- | ----- |
| 1910 | 2,653      | 8,0   |
| 1920 | 25,95      | 29,2  |
| 1927 | 18,51      | 19,2  |
| 1930 | 16,19      | 16,6  |
| 1940 | 50,696     | 52,4  |
| 1950 | 256,853    | 94,0  |
| 1960 | 290,525    | 56,0  |
| 1970 | 380,921    | 37,6  |
| 1980 | 909,041    | 33,4  |
| 1990 | 3206,290   | 55,9  |
| 2000 | 5628,700   | 58,0  |
| 2001 | 5769,881   | 57,4  |
| 2002 | 6198,401   | 59,7  |
| 2003 | 6760,014   | 62,6  |
| 2004 | 7354,657   | 63,9  |
| 2005 | 7905,300   | 64,6  |
| 2006 | 8451,350   | 65,0  |
| 2007 | 8950,744   | 65,6  |
| 2008 | 9985,757   | 70,2  |
| 2009 | 11 875,851 | 83,4  |
| 2010 | 13 786     | 96,5  |
| 2011 | 15 144     | 100   |
| 2012 | 16 432     | 103,8 |
| 2013 | 17 453     | 108,9 |
| 2014 | 18 532     | 111,4 |

| Президент           | Партія     | Президентство, років | Збільшення боргу | Середнє річне збільшення | Відношення до ВВП |
| ------------------- | ---------- | -------------------- | ---------------- | ------------------------ | ----------------- |
| Джиммі Картер       | Демократ.  | 4                    | 49,1 %           | 10,5 %                   | 33,3 %            |
| Рональд Рейган      | Республик. | 8                    | 188,2 %          | 14,1 %                   | 52,6 %            |
| Джордж Буш старший  | Республик. | 4                    | 46,2 %           | 9,9 %                    | 65,9 %            |
| Білл Клінтон        | Демократ.  | 8                    | 13,7 %           | 1,6 %                    | 57,7 %            |
| Джордж Буш молодший | Республик. | 8                    | 77,4 %           | 7,4 %                    | 70,2 %            |
| Барак Обама         | Демократ.  | 8                    | -                | -                        | -                 |

## Виплата відсотків за державним боргом
Щороку з федерального бюджету США виплачуються відсотки за державним боргом країни. Так за 2020 рік виплата відсотків за державним боргом становила 7% від всіх видатків федерального бюджету США.  За 2024 рік виплата відсотків за державним боргом становила 16% від всіх видатків федерального бюджету США.  

## Зниження кредитного рейтингу агенцією Standard & Poor's (2011)
Кредитний рейтинг визначається рейтинговим агентством. Кредитний рейтинг по відношенню до боргу США визначається тим, наскільки ймовірним вважає рейтингова кредитна агенція повернення цього боргу. Кредитний рейтинг по відношенню до боргу США також впливає на відсоткову ставку, яку США будуть зобов'язані виплатити за борг; якщо утримувачі боргових зобов'язань США знають, що борг буде повернутий, вони не повинні включати у відсоткову ставку націнку у зв'язку з можливістю дефолту (тобто неплатоспроможності).
Уряд США мав найвищий кредитний рейтинг ААА у трьох головних рейтингових агенцій (Standard & Poor's, Moody's та Fitch Ratings). В серпні 2011 року агенція Standard & Poor's понизила рейтинг США до АА+, що сталося вперше з часу визнання вищеназваних трьох рейтингових агенцій за стандарт Комісією з цінних паперів і бірж США.

## Структура
Структура держборгу США станом на січень 2019 року:
- Загальний держборг: 21 959 млрд;
- Борг перед різноманітними особами: 16 108 млрд;
- Внутрішньодержавний борг: 5851 млрд

| Країна                     | Млрд $ | %       |
| -------------------------- | ------ | ------- |
| Китай                      | 1138.9 | 18,37 % |
| Японія                     | 1018.5 | 16,43 % |
| Бразилія                   | 313.9  | 5,06 %  |
| Ірландія                   | 287.3  | 4,63 %  |
| Велика Британія            | 263,9  | 4,26 %  |
| Люксембург                 | 225,4  | 3,64 %  |
| Швейцарія                  | 225,2  | 3,63 %  |
| Кайманові Острови          | 208,2  | 3,36 %  |
| Гонконг                    | 185,0  | 2,98 %  |
| Саудівська Аравія          | 171,3  | 2,76 %  |
| Бельгія                    | 169,7  | 2,74 %  |
| Тайвань                    | 162,3  | 2,62 %  |
| Індія                      | 138,2  | 2,23 %  |
| Сінгапур                   | 133,0  | 2,15 %  |
| Корея                      | 111,1  | 1,79 %  |
| Франція                    | 109,4  | 1,76 %  |
| Канада                     | 101,9  | 1,64 %  |
| Німеччина                  | 77,5   | 1,25 %  |
| Таїланд                    | 65,3   | 1,05 %  |
| Бермудські Острови         | 62,2   | 1,00 %  |
| Норвегія                   | 61,3   | 0,99 %  |
| Об'єднані Арабські Емірати | 57,7   | 0,93 %  |
| Кувейт                     | 44,1   | 0,71 %  |
| Швеція                     | 43,4   | 0,70 %  |
| Нідерланди                 | 43,0   | 0,69 %  |
| Мексика                    | 41,5   | 0,67 %  |
| Польща                     | 40,0   | 0,65 %  |
| Італія                     | 39,6   | 0,64 %  |
| Австралія                  | 38,9   | 0,63 %  |
| Іспанія                    | 35,3   | 0,57 %  |
| Ірак                       | 31,1   | 0,50 %  |
| Ізраїль                    | 30,8   | 0,50 %  |
| Решта                      | 524,7  | 8,46 %  |
| Всього                     | 6199,6 |         |